# Cusiala suiasasa
Cusiala suiasasa là một loài bướm đêm trong họ Geometridae.